# 岐阜県警察学校

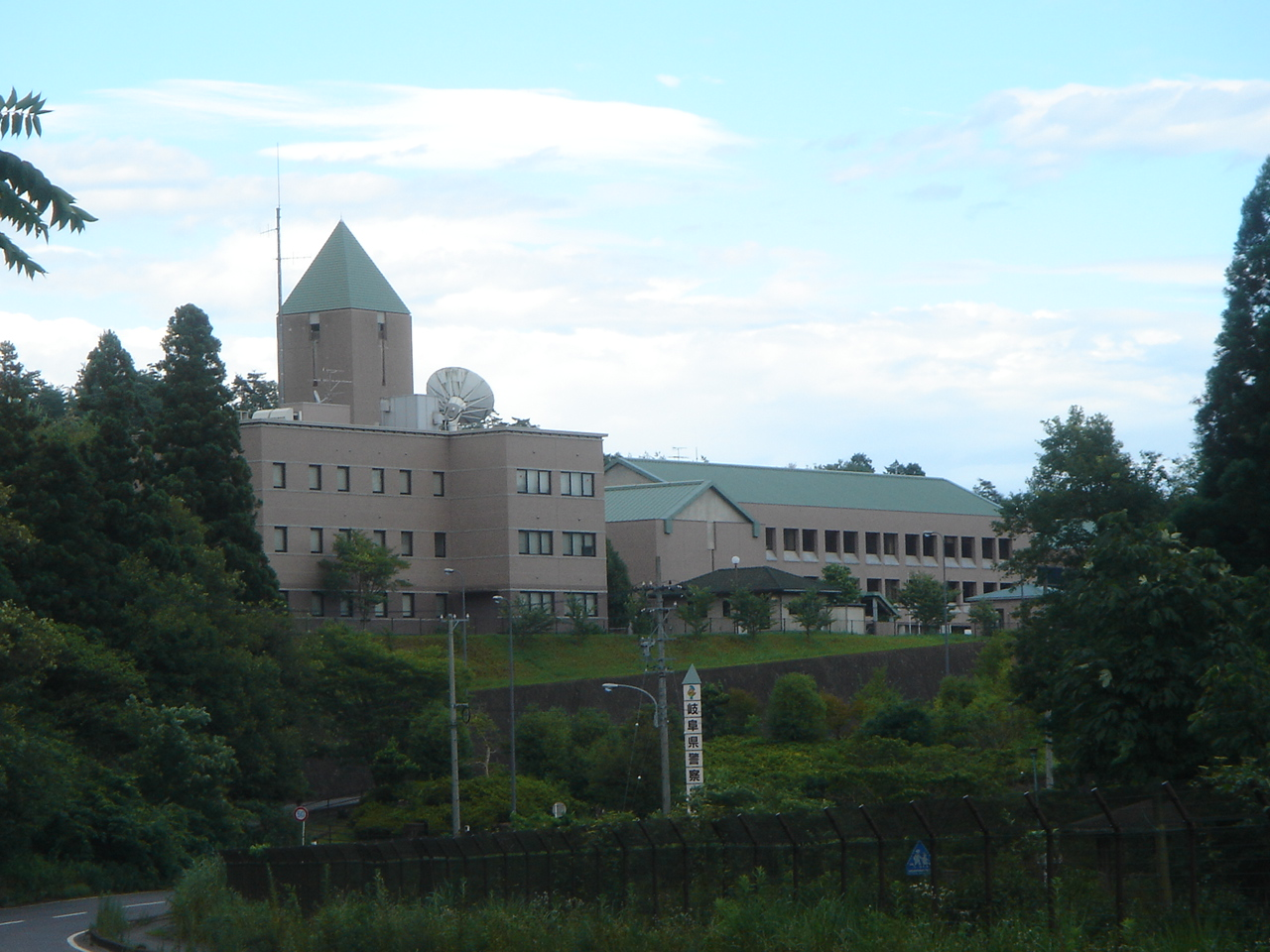
岐阜県警察学校

岐阜県警察学校（ぎふけんけいさつがっこう、英語 : Gifu Police Academy（略称:GPA））は、岐阜県が警察官並びに警察職員の養成、教育を目的に設置している機関。岐阜県警察本部の管轄であり、学校長には警視正または警視が任命される。

## 沿革
- 1881年（明治14年） - 巡査教習所を設置。[要出典]
- 1928年（昭和3年） - 岐阜市夕陽ケ丘に警察練習所を開設[1]。
- 1936年（昭和11年）12月 - 岐阜市夕陽ケ丘に警察学校が移転[2]。
- 1948年（昭和23年） - 岐阜県警察学校に改称[1]
- 1965年（昭和40年）9月25日 - 岐阜市三田洞東1丁目に校舎、寮（青雲東寮）を新築し、移転
- 1977年（昭和52年） - 本館、寮を新築
- 1997年（平成9年） - 関市に校舎、寮など新築し、移転。

なお、岐阜市夕陽ヶ丘の旧・岐阜県警察学校の跡地は、移転後に岐阜県消防学校として活用されたが、1973年（昭和48年）各務原市川島に移転した。跡地は岐阜県文化財保護センターに転用されている。

## 課程
- 初任科教養
- 初任補修科教養
- 初任総合科教養
- 各種専任科教養
- 一般職員初任科教養
- その他

## 施設
- 本館（3階建）、体育館棟（2階建 アリーナ・武道場・トレーニングルーム）、グラウンド（テニスコート2面併設）、大食堂、学生寮（4階建 青雲男子寮・青雲女子寮）、模擬交番、模擬家屋、射撃場など
- 全寮制。寮室は主に初任科は個室、専任科は相部屋（4人部屋）。

## 行事
- 岐阜県警察の新人警察官・職員（初任科生）が参加する行事に「金華山早駆競走」がある[2]。1937年（昭和12年）に第1回が開催された[2]。スタート地点は金華山の山麓の岐阜県歴史資料館前で、1936年（昭和11年）に警察学校が移転した地であり、第二次大戦中の中断をはさんで毎年4月に実施されてきた（秋採用があれば10月にも実施）[2]。ゴールは金華山山頂で当初はルートは自由だったともいわれるが、山の保護のためコースは七曲り登山道に固定された[2]（全長約1,765m、標高差305m）。

## 所在地
- 〒501-3942 関市希望ケ丘町1番地
  - 岐阜県百年公園の東に位置する丘陵地にある。